# نقص لوله عصبی
نقص لوله عصبی (NTDs) یکی از نقایص هنگام تولد می‌باشد که در این بیماری شکاف در ستون فقرات یا جمجمه از ابتدای تولد فرد همراه او باقی می‌ماند. هفته سوم بارداری بنام لایه زایی، سلولهای تخصصی در قسمت پشتی جنین شروع به تغییر شکل داده و لوله عصبی را تشکیل می‌دهند.
انواع خاص شامل موارد زیر است: مهره شکاف که بر ستون مهره‌ها تأثیر می‌گذارد، آنانسفالی که در نتیجه آن مغز کم و زیاد می‌شود، آنسفالوسل که بر جمجمه تأثیر می‌گذارد، و اینینسفالی که منجر به مشکلات شدید گردن می‌شود.
نقص لوله عصبی یکی از شایع‌ترین بیماری مادرزادی می‌باشد که سالانه بیش از ۳۰۰۰۰۰ زایمان در سراسر جهان تأثیر می‌گذارد. به عنوان مثال، مهره شکاف سالانه تقریباً بر ۱۵۰۰ زایمان در ایالات متحده را تأثیر می‌گذارد، از زمان آغاز غنی سازی محصولات اسید فولیک، تعداد بیماران حدود ۳/۵ نفر به ازای هر ۱۰٬۰۰۰ نفر (۰٫۰۳۵٪ از تولد ایالات متحده) می‌باشد، که از حدود ۵ نفر در هر ۱۰٬۰۰۰ نفر (۰٫۰۵٪ از تولد ایالات متحده) کاهش یافته‌است. تعداد مرگ و میرها در ایالات متحده هر سال به دلیل نقص لوله عصبی نیز از ۱۲۰۰ قبل از شروع استحکام فولات به ۸۴۰ کاهش یافته‌است.

## انواع
دو نوع نقص لوله عصبی وجود دارد: که رایج‌ترین آنها نقص لوله عصبی باز و بسته می‌باشد. نقص لوله عصبی باز زمانی اتفاق می‌افتند که مغز و / یا نخاع در هنگام تولد از طریق نقص در جمجمه یا مهره‌ها (استخوان‌های پشتی) در معرض دید قرار بگیرند. . نمونه‌هایی از نقص‌های لوله عصبی باز شامل آنانسفالی، اسکیزنسفالی، هیدراننسفالی، اینیسفالی، آنسفالوسل‌ها و مهره شکاف. انواع نادر نقص لوله عصبی، نقص لوله عصبی بسته گفته می‌شوند. نقص لوله عصبی بسته وقتی رخ می‌دهد که نقص ستون فقرات توسط پوست پوشانده شود. نمونه‌های رایج نقص‌های لوله عصبی بسته شده عبارتند از:لیپومیلومنینوسل، لیپومینوسل و محدودیت حرکتی ستون فقرات.

### آنانسفالی
آنانسفالی (فقدان مغز) یک نقص لوله عصبی است که هنگام بسته شدن انتهای سر لوله عصبی رخ می‌دهد، معمولاً در روزهای ۲۳ و ۲۶ بارداری، باعث تشکیل نشدن بخش عمده ای از مغز و جمجمه می‌باشد. نوزادانی که با این بیماری متولد شده‌اند، بدون قسمت اصلی پیشانی - بزرگ‌ترین قسمت مغز - متولد می‌شوند و معمولاً کور، ناشنوا و بیهوش هستند. نبود قسمت عملکردی مغز باعث می‌شود که کودک هرگز آگاهی پیدا نکند. در هنگام بروز این بیماری نوزادان یا مرده متولد شده‌اند یا معمولاً طی چند ساعت یا چند روز پس از تولد می‌میرند.

### آنسفالوسل
آنسفالوسل‌ها با بیرون زدگی مغز از طریق جمجمه مشخص می‌شوند که مانند کیسه‌هایی هستند که با غشا پوشانده شده‌است. آنسفالوسل می‌توانند یک شیار پایین میانهٔ قسمت بالای جمجمه، بین پیشانی و بینی یا پشت جمجمه باشند. آنسفالوسل‌ها اغلب آشکار هستند و بلافاصله تشخیص داده می‌شوند. بعضی اوقات انسفالوسل‌های کوچک در حفره بینی و پیشانی کشف نمی‌شوند.

### هیدراننسفالی
هیدراننسفالی شرایطی است که در آن نیمکره مغزی از دست می‌رود و در عوض با کیسه‌های مایع مغزی نخاعی پر می‌شود.

### اینیستفالی
اینیینسفالی یک نقص نادر در لوله عصبی است که منجر به خم شدن شدید سر به ستون فقرات می‌شود. تشخیص این بیماری معمولاً توسط سونوگرافی قبل از تولد انجام می‌شود، اما بدون شک بلافاصله پس از تولد ساخته می‌شود زیرا سر خم شده به سمت عقب و صورت به سمت بالا به نظر می‌رسد. در این حالت معمولاً گردن وجود ندارد. پوست صورت مستقیماً به سینه وصل می‌شود و پوست سر به قسمت فوقانی پشتی متصل می‌شود. شیرخوار معمولاً بیش از چند ساعت زنده نخواهد ماند.

### مهره شکاف
مهره شکاف بیشتر به دو دسته، مهره شکاف کیسه ای و مهره شکاف پنهان تقسیم می‌شود.

#### مهره شکاف کیسه ای
این بیماری شامل بیرون‌زدگی شامگان ازجمله مننوسل و میلوومینوسل است. بیرون زدگی مهره شکاف شدیدتر است و با فتق مننژها مشخص می‌شود اما نه از طریق نخاع، بلکه از طریق بازشدن کانال‌های نخاعی می‌باشد، میلوومنینوسل شامل فتق مننژها از طریق دهانه نخاع است.

#### مهره شکاف پنهان
در این نوع نقص لوله عصبی، فتق مننژها از طریق بازشدن کانال ستون فقرات نمی‌باشد. (spina bifida occulta) به معنای ستون فقرات پنهان است. شایع‌ترین شکل دیده شده از مهره شکاف پنهان زمانی است که قسمت‌هایی از استخوان‌های ستون فقرات به نام مهره نخاع شناخته می‌شوند و قوس عصبی در رادیوگرافی بدون درگیری از نخاع و اعصاب ستون فقرات غیرطبیعی ظاهر می‌شود. خطر رخ دادن مجدد در افرادی که یک خویشاوند درجه یک (والدین یا خواهر و برادر) دارند ۵–۱۰ برابر بیشتر از جمعیت عمومی است. 

## علت

### کمبود اسید فولیک
کمبود اسید فولیک (ویتامین ب۹) و ویتامین ب۱۲ در دوران بارداری مشخص شده‌است که منجر به افزایش خطر ابتلا به نقص لوله عصبی می‌شود. اگرچه هر دو بخشی از یک مسیر یکسان هستند، اما کمبود اسید فولیک بسیار متداول است به همین دلیل باعث نگرانی بیشتری شده. اسید فولیک برای تولید و نگهداری سلول‌های جدید، برای سنتز DNA و سنتز RNA، برای حمل یک گروه کربن برای متیلاسیون و سنتز اسید نوکلئیک مورد نیاز است. این فرضیه که جنین اولیه انسان به دلیل اختلاف آنزیم‌های عملکردی در این مسیر در طی جنین زایی به همراه اختلاف تقاضای زیاد برای متیلاسیون‌های انتقال پیدا کرده پس از اسکلت در سلول‌های عصبی در هنگام بسته شدن لوله عصبی، ممکن است به ویژه به علت کمبود اسید فولیک آسیب‌پذیر باشد. عدم موفقیت متیلاسیون پس از انتقال از اسکلت سلولی، مورد نیاز برای تمایز در نقص لوله عصبی نقش دارد. ویتامین ب ۱۲ یک گیرنده مهم در بیوپات فولات است به طوری که مطالعات نشان داده‌است که کمبود کوبلامین به خطر ابتلا به نقص لوله عصبی نیز کمک می‌کند. شواهد قابل توجهی وجود دارد که نشان می‌دهد مکمل مستقیم فولیک سطح سرمی خون، اسید فولیک قابل دسترسی را افزایش می‌دهد حتی اگر حداقل یک مطالعه نشان دهنده فعالیت کند و متغیر ردوکتاز دی هیدروفولات در کبد انسان باشد. یک رژیم غذایی سرشار از اسید فولیک طبیعی (۳۵۰ میکروگرم در روز) می‌تواند به میزان مصرف اسید فولیک کم (۲۵۰ میکروگرم در روز) در افراد به میزان زیادی در اسید فولیک پلاسما نشان دهد. با این حال، مقایسه نتایج عمومی جمعیت در بسیاری از کشورها با رویکردهای مختلف برای افزایش مصرف اسید فولیک، نشان داد که تنها تقویت غذاهای عمومی با اسید فولیک نقص لوله عصبی را کاهش می‌دهد. در حالی که نگرانی‌هایی در مورد مکمل اسید فولیک با افزایش خطر ابتلا به سرطان وجود دارد، بررسی سیستماتیک در سال ۲۰۱۲ نشان می‌دهد که هیچ مدرکی به جز سرطان پروستات وجود ندارد که نشان دهنده کاهش متوسط خطر است.

### تعامل ژن و محیط
کمبود اسیدفولیک به خودی خود باعث ایجاد نقص لوله عصبی نمی‌شود. ارتباط بین کاهش نقص لوله عصبی و مکمل اسید فولیک دیده می‌شود که ناشی از تعامل ژن با محیط مانند آسیب‌پذیری ناشی از متیلن تتراهیدروفولات ردوکتاز است. مکمل اسید فولیک در دوران بارداری با عدم مواجهه با این جهش زیر کلینیکی در شرایط تشدید کننده، شیوع نقص لوله عصبی را کاهش می‌دهد. علل احتمالی دیگر می‌تواند شامل اسید فولیک ضد متابولیسم (مانند متوترکسات)، مایکوتوکسین‌ها در وعده غذایی ذرت آلوده، آرسنیک، گرمازدگی در مراحل اولیه و اشعه دهی می‌باشد. همچنین چاقی مادر به عنوان یک عامل خطر برای نقص لوله عصبی شناخته شده‌است. مطالعات نشان داده‌است که هر دو عامل سیگار کشیدن مادران و قرار گرفتن مادر در معرض دود، خطر بروز نقص لوله عصبی در فرزندان را افزایش می‌دهد. مکانیسمی که قرار گرفتن در معرض دود سیگار مادران باعث افزایش خطر نقص لوله عصبی در فرزندان می‌شود، توسط چندین مطالعه پیشنهاد شده‌است که ارتباط بین مصرف سیگار و افزایش سطح هموسیستئین را نشان می‌دهد.  دود سیگار در دوران بارداری، از جمله قرار گرفتن در معرض دود دست دوم، می‌تواند خطر نقص لوله عصبی را افزایش دهد. همه موارد فوق ممکن است با دخالت برخی از جنبه‌های متابولیسم اسید فولیک طبیعی و فرایندهای سلولی مرتبط با متیلاسیون مرتبط با اسید فولیک عمل کند زیرا چندین ژن از این نوع وجود دارد که با نقایص لوله عصبی همراه هستند.
مکمل اسید فولیک حدود ۷۰٪ از شیوع نقایص لوله عصبی را می‌کاهد و ۳۰٪ دیگر وابسته به اسید فولیک نمی‌باشد و علت دیگری به جز تغییر در الگوهای متیلاسیون ندارد. چندین ژن دیگر مربوط به نقص لوله عصبی وجود دارد که باعث نقص لوله عصبی حساس به اسید فولیک می‌شود. همچنین چندین سندرم مانند سندرم مکل و سندرم تریپلوئید وجود دارد که غالباً با نقایص لوله عصبی همراه است که تصور می‌شود با متابولیسم اسید فولیک ارتباطی ندارد.

## تشخیص
آزمایش‌ها مربوط به نقص لوله عصبی شامل بررسی سونوگرافی و اندازه‌گیری آلفا فیتوپروتئین سرم مادر است. سونوگرافی سه‌ماهه دوم به عنوان ابزار غربالگری اولیه برای نقص لوله عصبی، و اندازه‌گیری آلفا فیتو پروتئین سرم مادر به عنوان یک ابزار غربالگری ثانویه توصیه می‌شود. این امر به دلیل افزایش ایمنی، افزایش حساسیت و کاهش میزان مثبت کاذب سونوگرافی نسبت به آلفا فیتو پروتئین سرم مادر است. آزمایش‌ها مایع آمنیوتیک آلفا فتوپروتین (AFAFP) و مایع آمنیوتیک استیل کولین استراز (AFAChE) نیز برای تأیید اینکه غربالگری اولتراسوند نشان دهنده خطر مثبت است، استفاده می‌شود. اغلب، این نقایص از بدو تولد آشکار است، اما ممکن است نقص حادتر در فرد چندین سال پس از زندگی او تشخیص داده نشود. افزایش آلفا فیتو پروتئین سرم مادر که در حاملگی در هفته ۱۶–۱۸ اندازه‌گیری می‌شود پیش‌بینی کننده خوبی از نقص لوله عصبی باز است، با این حال این تست دارای میزان مثبت کاذب بسیار بالایی است، (۲٪ از کلیه زنانی که در سالهای ۱۹۹۳ تا ۲۰۰۰ در انتاریو، کانادا بدون داشتن نقص لوله عصبی آشکار آزمایش شدند که دارای نتیجه مثبت بودن. اگرچه ۵٪ نتیجه متداول در سراسر جهان است) و تنها بخشی از نقایص لوله عصبی توسط این آزمایش تشخیص داده می‌شود (۷۳٪ در همان مطالعه انتاریو). غربالگری آلفا فیتو پروتئین سرم مادرهمراه با سونوگرافی روتین بهترین میزان تشخیص را دارد اگرچه تشخیص توسط سونوگرافی به آموزش اپراتور و کیفیت تجهیزات بستگی دارد.

## پیش‌گیری
در سال ۱۹۹۶، سازمان غذا و داروی ایالات متحده آیین‌نامه‌هایی را منتشر کرد که نیاز به افزودن اسید فولیک به نان‌های غنی شده، غلات، آرد و سایر محصولات غلات دارد. توجه به این نکته ضروری که در طول چهار هفته اول بارداری (هنگامی که بیشتر خانمها حتی متوجه نمی‌شوند که باردار هستند)، مصرف کافی اسید فولیک برای عملکرد صحیح روند عصبی ضروری است؛ بنابراین، به زنانی که می‌توانند باردار شوند، توصیه می‌شود علاوه برخوردن غذاهای سرشار از اسید فولیک، غذاهای غنی شده با اسید فولیک بخورند یا مکمل‌هایی مصرف کنند که خطرات ناشی از نقایص جدی هنگام تولد را کاهش دهد. در کانادا، غنی سازی اجباری غذاهای منتخب با اسیدفولیک نشان داده شده‌است که ۴۶٪ از نقص لوله عصبی را کاهش می‌دهد.
به زنانی که ممکن است باردار شوند توصیه می‌شود روزانه ۴۰۰ میکروگرم اسید فولیک اسید مصرف کنند. زنانی که قبلاً کودکی با نقص لوله عصبی به دنیا آورده‌اند، طبق توصیه‌های پزشک خود، می‌توانند از مکمل حاوی ۴/۴ میلی‌گرم در ۵٫۰ میلی‌گرم در میلی‌گرم انگلستان در روز استفاده کنند.

## درمان
از سال ۲۰۰۸، درمان نقص لوله عصبی به شدت عارضه بستگی دارد. هیچ درمانی برای آنسفالی وجود ندارد و نوزادان معمولاً بیشتر از چند ساعت زنده نمی‌مانند. مدیریت جراحی تهاجمی باعث افزایش بقا و عملکرد نوزادان مبتلا به مهره شکاف، بیرون زدگی مهره شکاف، میلوومنینوسل خفیف می‌شود. موفقیت عمل جراحی اغلب به میزان بافت مغزی درگیر در آنسفالوسل بستگی دارد. هدف از درمان نقص لوله عصبی‌ها این است که فرد بتواند به بالاترین سطح عملکرد و استقلال دست یابد. جراحی جنین در رحم قبل از حاملگی ۲۶ هفته با امیدواری انجام شده‌است که از نتیجه نهایی آن کاهش ناهنجاری‌های آرنولد-چیاری سود می‌برد. و در نتیجه نیاز به انسداد بطن چپ کاهش می‌یابد اما این روند برای مادر و نوزاد بسیار پرخطر است و با سوالاتی که نتیجه مثبت ممکن است ناشی از تعصب تشخیص و منافع واقعی نباشد بسیار خطرناک تلقی می‌شود. و در صورت داشتن نیاز به انسداد بطن بهتر می‌توانید از این طریق برای مادر و فرزندتان بهتر باشید و با سوالاتی که می‌توانید در صورت داشتن بهترین نتیجه ممکن است از تعصب تشخیص و منافع خود بهره‌مند شوید نیز بتوانید از این فرصت برخوردار شوید. علاوه بر این، این جراحی درمانی برای تمام مشکلات مرتبط با نقص لوله عصبی نیست. سایر زمینه‌های تحقیق شامل مهندسی بافت و سلول‌های بنیادی درمانی است اما این تحقیق در انسان مورد استفاده قرار نگرفته‌است.

## بررسی کلی

مرگ و میر ناشی از نقص لوله عصبی در هر میلیون نفر در سال ۲۰۱۲

نقص لوله عصبی منجر به ۷۱۰۰۰ مرگ در سطح جهان در سال ۲۰۱۰ شد. مشخص نیست که این شرایط در کشورهای کم درآمد چقدر مشترک است.